# Синий Курган
Си́ний Курга́н — посёлок в Цимлянском районе Ростовской области.
Входит в состав Лозновского сельского поселения.

## История
В 1987 году указом Президиума Верховного Совета РСФСР Посёлку кормосовхоза № 7 было присвоено наименование Синий Курган.

## Население
| 2010 |
| ---- |
| 126  |

## Улицы
- ул. Восточная,
- ул. Донская,
- ул. Дорожная,
- ул. Зелёная,
- ул. Мира,
- ул. Новая,
- ул. Школьная.